# هوراس چیلتون
هوراس چیلتون (به انگلیسی: Horace Chilton) سناتور سابق عضو حزب دموکرات ایالات متحده آمریکا بود. وی در سال ۱۸۹۱ تا ۱۸۹۲ و ۱۸۹۵ تا ۱۹۰۱ میلادی سناتور ایالت تگزاس در سنای ایالات متحده آمریکا بود.